# Уницы (Осташковский район)
Уницы — деревня в Осташковском городском округе Тверской области.

## География
Находится в западной части Тверской области на расстоянии приблизительно 3 км на северо-восток по прямой от города Осташков на восточном берегу озера Селигер.

## История
Деревня была показана ещё на карте Менде (состояние местности на 1848 год). В 1859 году здесь (деревня Осташковского уезда) было учтено 39 дворов, в 1941 — 45. До 2017 года входила в Сорожское сельское поселение Осташковского района до их упразднения.

## Население
Численность населения: 346 человек (1859 год), 14 (русские 86 %) в 2002 году, 14 в 2010.